# Anopla
Anopla – gromada wstężnic obejmująca gatunki z nieuzbrojonym proboscis (bez sztyletu), otworem gębowym położonym za lub poniżej zwoju mózgowego i z otworem ryjka oddzielonym od otworu gębowego. 
W tradycyjnej klasyfikacji opartej na cechach morfologicznych gromadę podzielono, na podstawie wykształcenia mięśni wora powłokowego, na dwa rzędy:
- Palaeonemertea,
- Heteronemertea.

Badania molekularne wykazały, że Palaeonemertea nie jest taksonem monofiletycznym.